# Ciudad de Mendoza Airpark
Ciudad de Mendoza Airpark är en flygplats i Argentina.   Den ligger i provinsen Mendoza, i den centrala delen av landet, 1 000 km väster om huvudstaden Buenos Aires. Ciudad de Mendoza Airpark ligger 816 meter över havet.
Terrängen runt Ciudad de Mendoza Airpark är kuperad västerut, men österut är den platt. Terrängen runt Ciudad de Mendoza Airpark sluttar österut. Runt Ciudad de Mendoza Airpark är det mycket tätbefolkat, med 2 431 invånare per kvadratkilometer.. Närmaste större samhälle är Mendoza, 5,0 km sydost om Ciudad de Mendoza Airpark. 
Runt Ciudad de Mendoza Airpark är det i huvudsak tätbebyggt.